# 국립공원공단
국립공원공단(國立公園公團, 영어: Korea National Park Service, KNPS)은 대한민국의 국립공원을 보전하고, 공원자원에 대한 조사·연구, 공원시설의 설치·관리, 공원이용에 대한 지도·홍보 등 공원관리사업을 효율적으로 추진하기 위하여 자연공원법 제44조 규정에 따라 1987년 7월 설립된 대한민국 환경부 산하 위탁집행형 준정부기관이다. 소재지는 강원특별자치도 원주시 혁신로 22이다. 대한민국의 국립공원 중 한라산국립공원을 제외한 국립공원 21개소를 관리하고 있다.

## 주요 기능 및 역할
- 자연 생태계와 자연·문화 경관 조사·연구 및 보전
- 생물종 다양성 증진을 위한 야생 동·식물 복원 및 증식
- 자연 자원 생태 변화 관찰
- 탐방프로그램 개발·운영 등 건전한 탐방 문화 정립
- 탐방객 안전 관리 및 공원 시설의 설치·유지 관리
- 공원 자원 훼손 예방 및 불법 행위 단속
- 공원 사업 시행, 행위 허가 및 협의 업무,
- 공원 시설 사용료 징수
- 공원 이용에 관한 계도·홍보 기능 등을 수행하고 있다.

## 연혁
- 1987년 7월 1일: 국립공원관리공단 설립
- 1991년 4월 23일: 건설부에서 내무부로 이관
- 1998년 2월 28일: 내무부에서 환경부로 이관
- 2005년 10월 1일: 국립공원연구원 설립
- 2005년 12월 5일: 설악산 IUCN 카테고리 변경 등록(Ⅴ→Ⅱ)
- 2007년 8월 20일: 멸종위기종복원센터 설립
- 2007년 1월 1일: 국립공원 입장료 폐지
- 2007년 5월 22일: 지리·오대·월악·소백산 IUCN 카테고리 변경 등록(Ⅴ→Ⅱ)
- 2008년 1월 16일: 경주국립공원 관리 인수
- 2009년 11월 15일: 다도해·주왕산·속리산·월출산 IUCN 카테고리 변경등록(V → II)
- 2010년 2월 2일: 산악안전교육센터 개소
- 2010년 11월 1일: 치악산·가야산·내장산·변산반도 국립공원 IUCN 카테고리 변경등록(V → II)
- 2013년 1월 16일: 무등산 국립공원 승격 지정
- 2016년 8월 22일: 태백산 국립공원 승격 지정
- 2019년 1월 17일: 국립공원관리공단에서 국립공원공단으로 명칭 변경
- 2019년 7월 5일 : 국립공원공단 산악안전교육원 개원

## 조직
- 감사
  - 감사실
    - 감사부
    - 청렴감찰부

### 이사장
- 환경사회투명경영혁신실(ESG혁신실)
- 비서실

#### 경영기획이사
- 기획예산처
  - 예산부
  - 탄수중립전략부
- 행정처
  - 총무회계부
  - 인재개발부
  - 노사협력부
- 홍보실
- 정보융합실
- 국가지질공원사무국
- 열린혁신팀

#### 자원보전이사
- 자원보전처
  - 보전정책부
  - 생태복원부
  - 문화자원부
- 공원환경처
  - 공원계획부
  - 환경관리부
- 상생협력처
  - MAB사무국
  - 지역협력부
  - 국제협력부
- 국립공원야생생물보전원

#### 탐방•안전 관리이사
- 탐방복지처
  - 탐방정책부
  - 탐방해설부
- 공원시설처
  - 생태계획부
  - 생태시설부
- 재난안전처 
  - 안전대책부
  - 재난안전부
- 일터안전실
- 북한산생태탐방원
- 설악산생태탐방원
- 지리산생태탐방원
- 소백산생태탐방원
- 한려해상생태탐방원
- 무등산생태탐방원
- 가야산산생태탐방원
- 내장산생태탐방원
- 국립공원 산악안전교육원
- 항공대
- 국립공원종합상황실

## 소속기관

### 직속
- 지리산국립공원전북사무소 : 전북특별자치도 남원시 주천면 정령치로 255(호경리)
  - 뱀사골분소 : 전북특별자치도 남원시 산내면 와운길 10(부운리)
  - 운봉분소 : 전북특별자치도 남원시 운봉읍 바래봉길 139(용산리)
- 지리산국립공원전남사무소 : 전라남도 구례군 마산면 화엄사로 356(황전리)
  - 성삼재분소 : 전라남도 구례군 산동면 노고단로 1068(좌사리)
  - 피아골분소 : 전라남도 구례군 토지면 피아골로 720(내동리)
- 지리산국립공원경남사무소 : 경상남도 산청군 시천면 남명로 376(사리)
  - 하동분소 : 경상남도 하동군 화개면 화개로 541-6(용강리)
  - 산청분소 : 경상남도 산청군 시천면 지리산대로 345(중산리)
  - 삼장분소 : 경상남도 산청군 삼장면 평촌유평로 252(평촌리)
  - 함양분소 : 경상남도 함양군 마천면 백무동로 22(강청리)
- 경주국립공원사무소 : 경상북도 경주시 천북남로 12(신평동)
  - 건천분소 : 경상북도 경주시 건천읍 작원3길 51(천포리)
  - 남산분소 : 경상북도 경주시 산업로 3504-24(동방동)
  - 토함산분소 : 경상북도 경주시 진티길 6-14(진현동)
- 계룡산국립공원사무소 : 충청남도 공주시 반포면 동학사1로 327-6(학봉리)
  - 갑사분소 : 충청남도 공주시 계룡면 갑사로 519(중장리)
  - 수통골분소 : 대전광역시 유성구 수통골로 47(덕명동)
- 한려해상국립공원사무소 : 경상남도 사천시 용현면 대밭담로 5-9(송지리)
  - 금산분소 : 경상남도 남해군 이동면 보리암로 288(신전리)
  - 노량분소 : 경상남도 남해군 설천면 노량로 206(노량리)
- 한려해상국립공원동부사무소 : 경상남도 통영시 도남로 117(봉평동)
  - 산양분소 : 경상남도 통영시 산양읍 산양일주로 1111(연화리)
  - 한산분소 : 경상남도 통영시 한산면 진두길 6(하소리)
  - 거제분소 : 경상남도 거제시 동부면 거제대로 981(학동리)
- 설악산국립공원사무소 : 강원특별자치도 속초시 설악산로 833(설악동)
  - 백담분소 : 강원특별자치도 인제군 북면 백담로 150(용대리)
  - 장수대분소 : 강원특별자치도 인제군 북면 설악로 4193(한계리)
  - 점봉산분소 : 강원특별자치도 인제군 인제읍 곰배골길 203(귀둔리)
  - 오색분소 : 강원특별자치도 양양군 서면 대청봉길 95(오색리)
- 속리산국립공원사무소 : 충청북도 보은군 속리산면 법주사로 84(사내리)
  - 쌍곡분소 : 충청북도 괴산군 칠성면 쌍곡로 209(쌍곡리)
  - 화양동분소 : 충청북도 괴산군 청천면 화양동길 119(화양리)
  - 화북분소 : 경상북도 상주시 화북면 문장대2길 232(장암리)
- 내장산국립공원사무소 : 전북특별자치도 정읍시 내장호반로 328(내장동)
  - 입암분소 : 전북특별자치도 정읍시 백학2길 153-14(신정동)
- 내장산국립공원백암사무소 : 전라남도 장성군 북하면 백양로 1116(약수리)
  - 남창분소 : 전라남도 장성군 북하면 남창로 399(신성리)
- 가야산국립공원사무소 : 경상남도 합천군 가야면 가야산로 1200(야천리)
  - 백운분소 : 경상북도 성주군 수륜면 가야산식물원길 17(백운리)
- 덕유산국립공원사무소 : 전북특별자치도 무주군 설천면 구천동1로 159(삼공리)
  - 적상분소 : 전라북도 무주군 적상면 산성로 330(북창리)
  - 남덕유분소 : 경상남도 거창군 북상면 송계사길 204(소정리)
- 오대산국립공원사무소 : 강원특별자치도 평창군 진부면 오대산로 2(간평리)
  - 소금강분소 : 강원특별자치도 강릉시 연곡면 소금강길 500(삼산리)
  - 계방산분소 : 강원특별자치도 평창군 용평면 지옆골길 1(노동리)
- 주왕산국립공원사무소 : 경상북도 청송군 주왕산면 공원길 169-7(상의리)
  - 절골분소 : 경상북도 청송군 주왕산면 주산지길 121-170(주산지리)
  - 영덕분소 : 경상북도 영덕군 영덕읍 군청1길 14(덕곡리)
- 태안해안국립공원사무소 : 충청남도 태안군 태안읍 귀실길 9(장산리)
  - 남면분소 : 충청남도 태안군 남면 몽산포길 54(신장리)
  - 소근분소 : 충청남도 태안군 소원면 소근로 52(신덕리)
  - 안면도분소 : 충청남도 태안군 안면읍 삼봉길 195(창기리)
  - 원북분소 : 충청남도 태안군 원북면 옥파로 1152-37(방갈리)
- 다도해해상국립공원사무소 : 전라남도 완도군 완도읍 개포로62번길 17-12(군내리)
  - 거문도분소 : 전라남도 여수시 삼산면 거문도등대길 62(덕촌리)
  - 여수분소 : 전라남도 여수시 돌산읍 향일암길 545(율림리)
  - 고흥분소 : 전라남도 고흥군 점암면 능가사로 292(성기리)
  - 보길도분소 : 전라남도 완도군 보길면 청별길 10(부황리)
  - 청산도분소 : 전라남도 완도군 청산면 청산로 76(당락리)
- 다도해해상국립공원서부사무소 : 전라남도 목포시 통일대로 102-1(옥암동)
  - 진도분소 : 전라남도 진도군 임회면 서망향길 28(남동리)
  - 비금·도초분소 : 전라남도 신안군 도초면 서남문로 1524(수항리)
  - 흑산도분소 : 전라남도 신안군 흑산면 흑산일주로 265-1(진리)
- 북한산국립공원사무소 : 서울특별시 성북구 보문국길 262(정릉동)
  - 구기분소 : 서울특별시 종로구 비봉2길 80(구기동)
  - 수유분소 : 서울특별시 강북구 4.19로28길 4(수유동)
  - 우이분소 : 서울특별시 강북구 삼양로173길 112(우이동)
  - 북한산성분소 : 서울특별시 은평구 대서문길 64(진관동)
- 북한산국립공원도봉사무소 : 경기도 의정부시 망월로28번길 51-97(호원동)
  - 도봉분소 : 서울특별시 도봉구 도봉산길 86(도봉동)
  - 송추분소 : 경기도 양주시 장흥면 호국로550번길 102-187(울대리)
- 치악산국립공원사무소 : 강원특별자치도 원주시 소초면 무쇠점2길 26(학곡리)
  - 금대분소 : 강원특별자치도 원주시 판부면 영원산성길 372(금대리)
- 월악산국립공원사무소 : 충청북도 제천시 한수면 미륵송계로 1647(송계리)
  - 덕산분소 : 충청북도 제천시 덕산면 월악산로4길 18(월악리)
  - 단양분소 : 충청북도 단양군 단성면 상선암길 10-9(가산리)
  - 문경분소 : 경상북도 문경시 문경읍 온천강변2길 3(하리)
- 소백산국립공원사무소 : 경상북도 영주시 봉현면 소백로 1794(오현리)
  - 부석분소 : 경상북도 영주시 순흥면 죽계로315번길 4(배점리)
  - 희방분소 : 경상북도 영주시 풍기읍 삼가로 509(삼가리)
- 소백산국립공원북부사무소 : 충청북도 단양군 가곡면 남한강로 494(사평리)
  - 죽령분소 : 충청북도 단양군 대강면 소백산길 17(용부원리)
- 변산반도국립공원사무소 : 전북특별자치도 부안군 변산면 방파제길 11(격포리)
  - 내변산분소 : 전북특별자치도 부안군 변산면 실상길 12(중계리)
  - 내소분소 : 전북특별자치도 부안군 진서면 내소사로 166(석포리)
  - 상서분소 : 전북특별자치도 부안군 상서면 개암로 197(감교리)
- 월출산국립공원사무소 : 전라남도 영암군 영암읍 천황사로 280-43(개신리)
  - 도갑분소 : 전라남도 영암군 군서면 도갑사로 286(도갑리)
- 무등산국립공원사무소 : 광주광역시 동구 동산길7번길 5(운림동)
  - 원효분소 : 광주광역시 북구 무등로 1550(금곡동)
- 무등산국립공원동부사무소 : 전라남도 화순군 화순읍 백운촌길 3-3(유천리)
  - 담양분소 : 전라남도 담양군 가사문학면 가사문학로 1307(정곡리)
- 태백산국립공원사무소 : 강원특별자치도 태백시 태백산로 4778(소도동)
  - 검룡소분소 : 강원특별자치도 태백시 검룡소길 475-2(창죽동)
  - 백천분소 : 경상북도 봉화군 석포면 청옥로 1893(대현리)
- 팔공산국립공원동부사무소 : 대구광역시 동구 팔공산로185길 68(용수동)
  - 경산영천분소 : 경상북도 경산시 와촌면 갓바위로10길 5-1(대한리)
- 팔공산국립공원서부사무소 : 경상북도 칠곡군 동명면 팔공산로 175(기성리)
  - 군위분소 : 대구광역시 군위군 부계면 치산효령로 1398-4(창평리)
- 국립공원연구원 : 강원특별자치도 원주시 단구로 171(명륜동)

### 비직속
- 한라산국립공원사무소 : 제주특별자치도 제주시 1100로 2070-61(해안동)
  - 성판악지소 : 제주특별자치도 제주시 조천읍 516로 1865(교래리)
  - 영실지소 : 제주특별자치도 서귀포시 영실로 246(하원동)
  - 관음사지소 : 제주특별자치도 제주시 산록북로 588(오등동)
  - 돈내코지소 : 제주특별자치도 서귀포시 돈내코로 114(상효동)

## 역대 국립공원공단 이사장
| 대수     | 성명   | 재임기간                            | 비고                                                    |
| -------- | ------ | ----------------------------------- | ------------------------------------------------------- |
| 초대     | 박운영 | 1987년 7월 1일 ~ 1990년 6월 30일    |                                                         |
| 2대      | 이석윤 | 1990년 7월 1일 ~ 1993년 3월 28일    |                                                         |
| 제3, 4대 | 김남   | 1993년 3월 29일 ~ 1998년 3월 1일    |                                                         |
| 제5대    | 엄대우 | 1998년 5월 4일 ~ 1999년 10월 20일   |                                                         |
| 제6대    | 김세옥 | 1999년 10월 21일 ~ 2002년 10월 20일 | 대통령 경호처장                                         |
| 제7대    | 정영식 | 2002년 10월 21일 ~ 2003년 6월 13일  | 서남권발전포럼 이사장, 성균관대학교 정책대학원 초빙교수 |
| 제8대    | 김재규 | 2003년 7월 23일 ~ 2006년 7월 22일   | 부산민주항쟁기념사업회 이사장                           |
| 제9대    | 박화강 | 2006년 7월 23일 ~ 2008년 5월 7일    |                                                         |
| 제10대   | 엄홍우 | 2008년 7월 28일 ~ 2011년 8월 29일   | 희망세상농업포럼 상임대표                               |
| 제11대   | 어청수 | 2011년 8월 30일 ~ 2011년 10월 28일  | 대통령 경호처장, 직접판매공제조합 이사장                |
| 제12대   | 정광수 | 2011년 12월 30일 ~ 2013년 7월 2일   |                                                         |
| 제13대   | 박보환 | 2013년 9월 24일 ~ 2017년 8월 28일   | 18대 국회의원                                           |
| 직무대행 | 최운규 | 2017년 8월 29일 ~ 2017년 11월 3일   |                                                         |
| 제14대   | 권경업 | 2017년 11월 6일 ~ 2021년 1월 22일   |                                                         |
| 제15대   | 송형근 | 2021년 1월 25일 ~ 2025년 2월 26일   |                                                         |
| 제16대   | 주대영 | 2025년 2월 27일 ~                   |                                                         |

## 같이 보기
- 대한민국 국가지질공원

### 내용주
1. ↑  한라산국립공원은 제주특별자치도청에서 관리하고 있다.